# Tōkyō-jissha

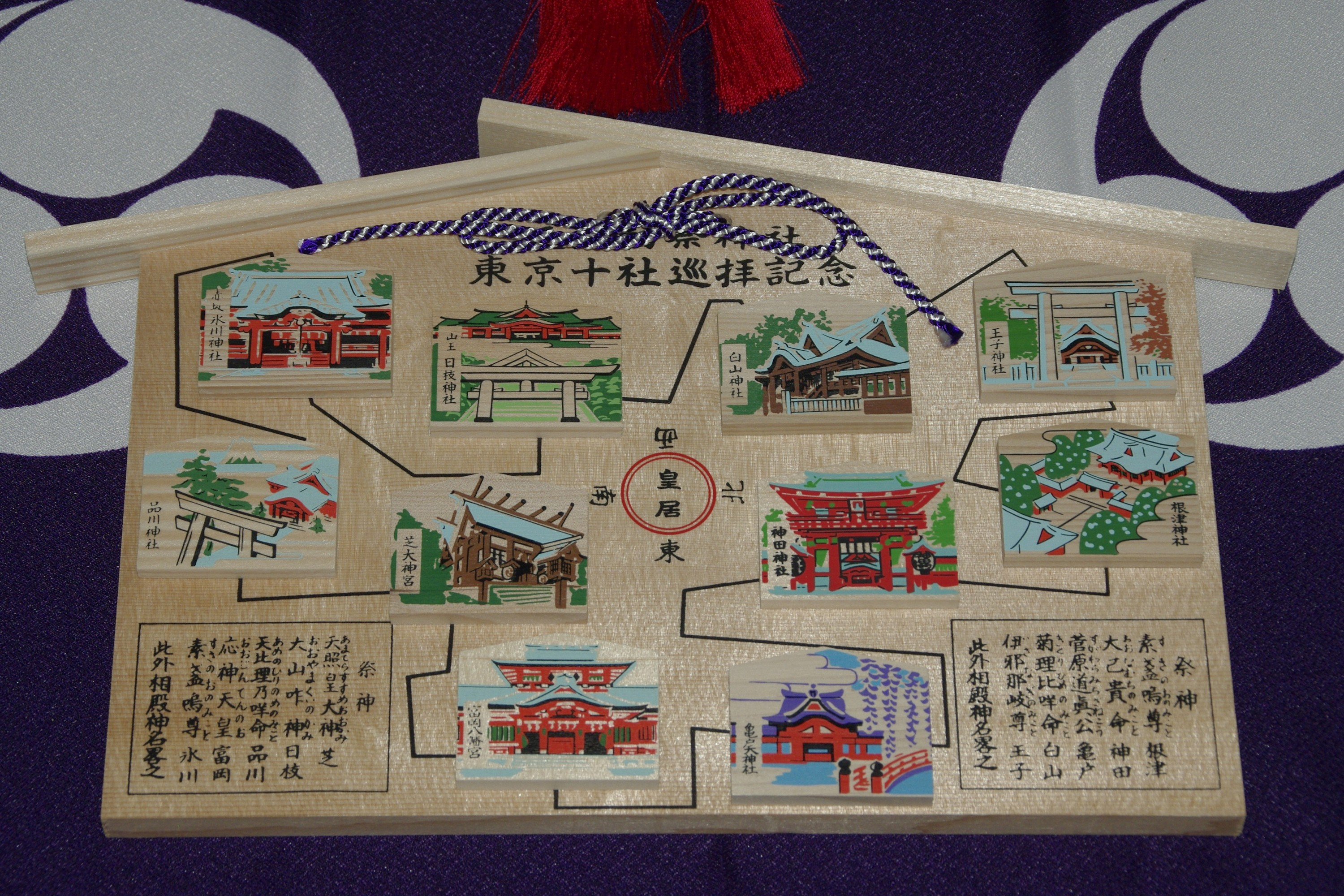
Großes Ema bestückt mit den kleinen Ema der 10 Schreine

Die Tōkyō-jissha (jap. 東京十社), die „Zehn Schreine von Tokio“, sind zehn Shintō-Schreine in der Präfektur Tokio, die vom Meiji-tennō am 8. November 1868 ausgewählt und in diesen Rang (社格, shakaku) erhoben wurden. Sie liegen um den Kaiserpalast Tokio herum. Die Schreine bekamen Gesandte des Tennō, die dort für das Heil der neuen Hauptstadt Japans und den Wohlstand des Volkes beteten.
Ab der Meiji-Zeit waren die Tōkyō-jissha die Wallfahrtsorte der Jissha-meguri (十社巡り) genannten, populären Wallfahrt, die als Rundreise an alle Schreine begangen wurde, aber über die Zeit (unter anderem auch wegen der weitestgehenden Zerstörung der meisten Schreine durch die Luftangriffe auf Tokio) in Vergessenheit geriet. Seit 1975 wurde diese Wallfahrt von den Schreinen wieder populär gemacht. Die Schreine händigen Pilgern jeweils ein kleines Ema mit ihrem Bildnis aus, die zusammen auf einem größeren Ema befestigt werden und so schließlich anzeigen, dass der Besitzer die gesamte Wallfahrt absolviert hat.

## Liste der Tōkyō-jissha
| Name               | Name       | Standort                  | Standort                          |
| Rōmaji             | Kanji      | Stadtteil und -bezirk     | Koordinaten                       |
| ------------------ | ---------- | ------------------------- | --------------------------------- |
| Shiba-daijingū     | 芝大神宮   | Shiba, Minato             | 35° 39′ 27,3″ N, 139° 45′ 10,8″ O |
| Hie-jinja          | 日枝神社   | Nagata-chō, Chiyoda       | 35° 40′ 28,9″ N, 139° 44′ 22,5″ O |
| Shinagawa-jinja    | 品川神社   | Kita-shinagawa, Shinagawa | 35° 37′ 06,4″ N, 139° 44′ 22,7″ O |
| Hikawa-jinja       | 氷川神社   | Akasaka, Minato           | 35° 40′ 05,9″ N, 139° 44′ 08,0″ O |
| Tomioka-hachimangū | 富岡八幡宮 | Tomioka, Kōtō             | 35° 40′ 18,8″ N, 139° 47′ 58,6″ O |
| Nezu-jinja         | 根津神社   | Nezu, Bunkyō              | 35° 43′ 12,8″ N, 139° 45′ 38,7″ O |
| Kanda Myōjin       | 神田明神   | Sotokanda, Chiyoda        | 35° 42′ 07,3″ N, 139° 46′ 04,5″ O |
| Kameido-tenjinja   | 亀戸天神社 | Kameido, Kōtō             | 35° 42′ 11,0″ N, 139° 49′ 14,3″ O |
| Hakusan-jinja      | 白山神社   | Hakusan, Bunkyō           | 35° 43′ 19,2″ N, 139° 45′ 02,8″ O |
| Ōji-jinja          | 王子神社   | Ōji-honchō, Kita          | 35° 45′ 11,8″ N, 139° 44′ 09,3″ O |